# Лейлані Кай
Петті Сеймур (народилася 23 січня 1957 року) - американська напіввідставна професійна реслерка, більш відома під своїм ринговим ім'ям Лейлані Кай. Вона почала тренуватися з Неймовірною Мулою одразу після закінчення середньої школи. У 1980-х роках у рамках сюжетної лінії Світової Федерації Реслінгу (WWF) під назвою "Зв'язок рок-н-ролу й реслінгу", що поєднував реслінг і музику, Кай перемогла Венді Ріхтер і стала чемпіонкою світу серед жінок. Однак Кай втратила цей титул на першій Реслманії. Пізніше вона була з Джуді Мартін у команді, яка стала відомою під назвою "Гламурні Дівчата" (англ. The Glamour Girls). Вони двічі ставали чемпіонками серед жіночих команд (під керівництвом "Рота Півдня" Джиммі Харта) і одного разу - командними чемпіонками LPWA.
У своїй подальшій кар'єрі Кай ненадовго повернулася до WWF у 1994 році, кинувши виклик за жіноче чемпіонство на Реслманії X. Вона також виступала у World Championship Wrestling під ім'ям Петті Стоунґрайндер і володіла титулом чемпіонки світу серед жінок NWA.